# Marston (Quebec)
Marston é um município no condado de Le Granit, região de Estrie, na província canadiana do Quebec.

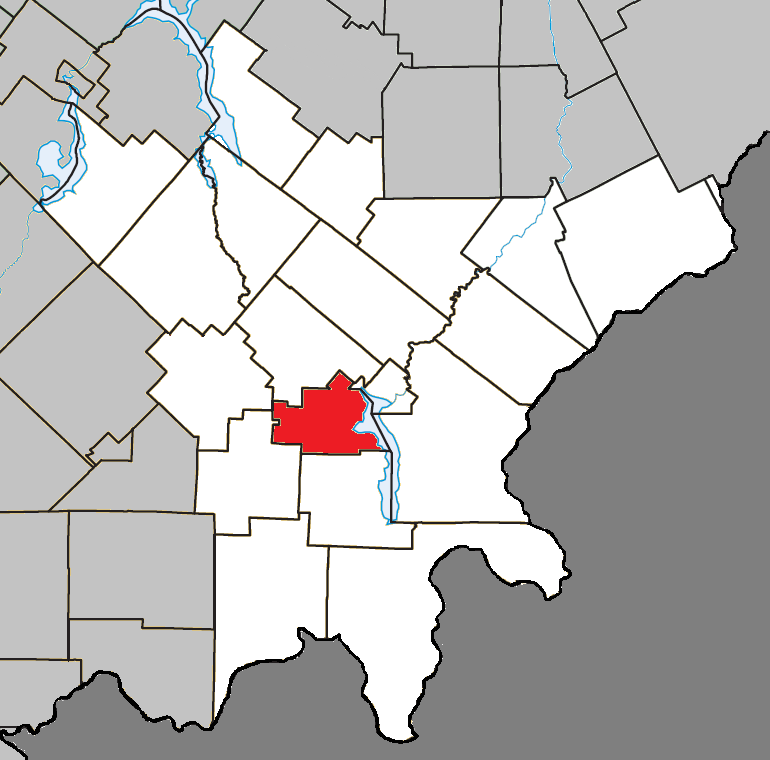
Localização de Marston no condado de Le Granit

## Demografia
Segundo o censo realizado em 2011, o município tinha 78,70 km² (72,86 km² de terra), 662 habitantes e uma densidade de 9,1 hab./km². Segundo o mesmo censo havia 334 alojamentos, dos quais 278 tinha utilização permanente. A média etária dos habitantes de Marston era 44 anos e 82,9% tinha mais de 15 anos. Em relação à língua materna, 640 habitantes usavam o francês , 15 o inglês, havendo 5 que utilizavam ambas as línguas.

## Localização
Marston fica  a oeste do lago Magéntic. Ela é atravessada pela  pela route 263.

## Topónimo
O nome Marston evoca provavelmente a localidade inglesa de Marston Moor, situada a 10 quilómetros de  York, no condado de Yorkshire (Inglaterra).